# Торгово-промышленная палата СССР
Торгово-промышленная палата СССР (ТПП СССР, Всесоюзная торговая палата) — торговая палата в СССР, общественное объединение предприятий и организаций, занимавшихся внешнеторговой деятельностью.
Первые советские торговые палаты образованы в 1920-е годы — Северо-Западная торговая палата, впоследствии — Всесоюзная западная торговая палата (направление — торговля со странами Запада), позже появилась Всесоюзная восточная торговая палата (торговля со странами Востока). В 1931 году произошло объединение торговых палат в ТПП СССР. Имелись отделения в Харькове, Ленинграде и Владивостоке. Во время Великой Отечественной войны часть центральных органов работала в Ульяновске.
К 1970 году существовали Азербайджанская, Армянская, Грузинская, Казахская, Киргизская, Таджикская, Туркменская, Узбекская торговые палаты, а также отделения Всесоюзной торговой палаты в Латвийской ССР, Эстонской ССР, Украинской ССР, Молдавской ССР, действовали отделения в Одессе и Харькове, а также Ленинградское, Свердловское, Краснодарское, Приморское и Московское отделения. По состоянию на 1972 работали представительства в Австрии, Англии, Бельгии, Испании, Италии, Румынии, Финляндии, ФРГ, Югославии, Японии, Индии, Болгарии, Венгрии, Ираке, Польше и Швейцарии.
В 1975 году была образована секция маркетинга.
25 мая 1982 года палата была награждена Орденом Дружбы народов.
К 1988 году на территории РСФСР действовали Северо-Западное, Центрально-Чернозёмное, Верхне-Волжское и Нижне-Волжское, Центрально-европейское региональное, Краснодарское и Северо-Кавказское, Уральское, Центрально-Сибирское, Восточно-Сибирское, Дальневосточное отделения ТПП. Позже они были преобразованы в самостоятельные ТПП РФ. Появились ТПП В Калининграде, Мурманске, Уфе, Волгограде, Якутске, Новосибирске, Ставрополе и Перми.
Работали секции права, торгового мореплавания и морского права, по охране промышленной собственности, по вопросам маркетинга, качества экспортной продукции, советская нац группа по охране промышленной собственности; Внешнеторговая и морская арбитражные комиссии, бюро диспашеров.
Издавался бюллетень «Экономика и внешнеторговые связи СССР»
Участвовала в работе Международной торговой палаты, Международного торгового центра ЮНКТАД-ГАТТ, Международного бюро выставок, Союза международных ярмарок, АИППИ.
Число действительных членов на начало 1987 года − 4987, в том числе 3047 промышленных предприятий, 639 НИИ, 700 торговых и внешнеторговых организаций.
Руководители:
- Аралов, Семён Иванович — организатор и руководитель ВЗП И ВВП[уточнить]
- Мессинг, Станислав Адамович (1932—1934 , 1935—1937)
- Янышева, Александра Александровна (1937—1938)
- Крушельницкий, Александр Григорьевич (1938—1940)
- Малков, Павел Иванович (1940—1944)
- Нестеров, Михаил Васильевич (ВТП) (1944—1970)
- Борисов, Борис Андрианович  (1970—1983)
- Питовранов, Евгений Петрович (1983—1988)
- Малькевич, Владислав Леонидович (1988—1991)

После распада СССР прекратила деятельность, в бывших союзных республиках организовались собственные торговые палаты.